# Erich Wolfgang Skwara
Erich Wolfgang Skwara (* 4. November 1948 in Salzburg) ist ein österreichischer Schriftsteller und Literaturwissenschaftler.

## Leben
Erich Wolfgang Skwara studierte Musikgeschichte und Romanistik in Paris sowie Germanistik in den USA. Seit 1975 hat er seinen Hauptwohnsitz in den USA; neben der österreichischen besitzt er inzwischen auch die Staatsbürgerschaft der Vereinigten Staaten. 1985 promovierte er an der
State University of New York at Albany mit einer Arbeit über den Autor Hans Sahl zum Doktor der Philosophie, während er an der Georgetown University in Washington, D.C., als Dozent arbeitete. Heute ist Skwara Professor of Humanities and Comparative Literature an der San Diego State University in San Diego (Kalifornien). Regelmäßig hält er sich auch in Florenz und Paris auf.
Erich Wolfgang Skwara war bereits seit 1970 als Mitarbeiter an Zeitungen und Zeitschriften aktiv. In den Siebzigerjahren veröffentlichte er mehrere Gedichtbände und anschließend eine Reihe von größeren Prosaarbeiten, die häufig in elegischem Ton gehalten sind. Themen von Skwaras Texten sind Zeitvergehen, Liebe, Melancholie und Sehnsucht sowie die Auseinandersetzung mit dem ungeliebten Österreich der Gegenwart.
Erich Wolfgang Skwara ist Mitglied des österreichischen und französischen PEN-Zentrums und gehörte bis zu seinem freiwilligen Austritt 2005 dem Vorstand des P.E.N.-Zentrums deutschsprachiger Autoren im Ausland an. Er erhielt 1972 den Lyrikpreis für Junge Poesie der Stadt Karlsruhe und 2002 den Hermann-Lenz-Preis. 2003 wurde ihm vom österreichischen Bundespräsidenten der Berufstitel Professor verliehen. 2005 wurde er für seine Arbeit als Lyriker zum Ehrenbürger der Stadt Trois-Rivières, Québec, Kanada, ernannt.

## Werke
- Lotverschlossen, Karlsruhe 1973
- Schlage mich aus, Karlsruhe 1973
- Blindheit Schwester, Karlsruhe 1975
- Pest in Siena, Karlsruhe 1976
- Schwarze Segelschiffe, Düsseldorf 1979
- „Der Totenengel“ und andere Prosa, Frankfurt am Main u. a. 1981
- Bankrottidylle, München 1985
- Hans Sahl, New York u. a. 1986
- Den Abschied proben, Karlsruhe 1987
- Eis auf der Brücke, Frankfurt am Main 1991
- Tristan Island, Frankfurt am Main u. a. 1992
- Die heimlichen Könige, Frankfurt am Main u. a. 1995
- Nach dem Norden, Eisingen 1998
- Versuch einer Heimkehr, Frankfurt am Main 1998
- Anruf aus Rom, Frankfurt am Main 1999
- Tagebuch zur Probe. Pest in Siena, Wien 2001
- Träumeerzählen, Wien 2002
- Zerbrechlichkeit oder Die Toten der Place Baudoyer, Frankfurt am Main u. a. 2002
- Entwurf einer Wüste, Wels, 2008
- Im freien Fall, Hoffmann und Campe, Hamburg 2010, ISBN 978-3-455-40261-2
- Eine Wirklichkeit des Sirenengesangs, Wels 2010
- Mare nostrum oder Ein Bahnhof für jene, die ankommen, Edition Korrespondenzen, Wien 2019, ISBN 978-3-902951-46-5.

## Übersetzungen
- Philippe Derivière: Paul Nizon: Das Leben am Werk, Frankfurt am Main 2003
- Gustave Flaubert: November, Frankfurt am Main 2001
- Gustave Flaubert: Bouvard und Pécuchet, Berlin 2010
- Claude Lanzmann: Der patagonische Hase, Reinbek bei Hamburg 2010
- John Minihan: Samuel Beckett, Frankfurt am Main 1995
- Jean-Jacques Rousseau: Vom Gesellschaftsvertrag oder Grundlagen des politischen Rechts, Frankfurt am Main [u. a.] 1996
- Tennessee Williams: Acht Damen, besessen und sterblich, Frankfurt am Main 1977
- Thomas Wolfe: Der verlorene Knabe, Frankfurt am Main 1998